# Cambra d'Ambre

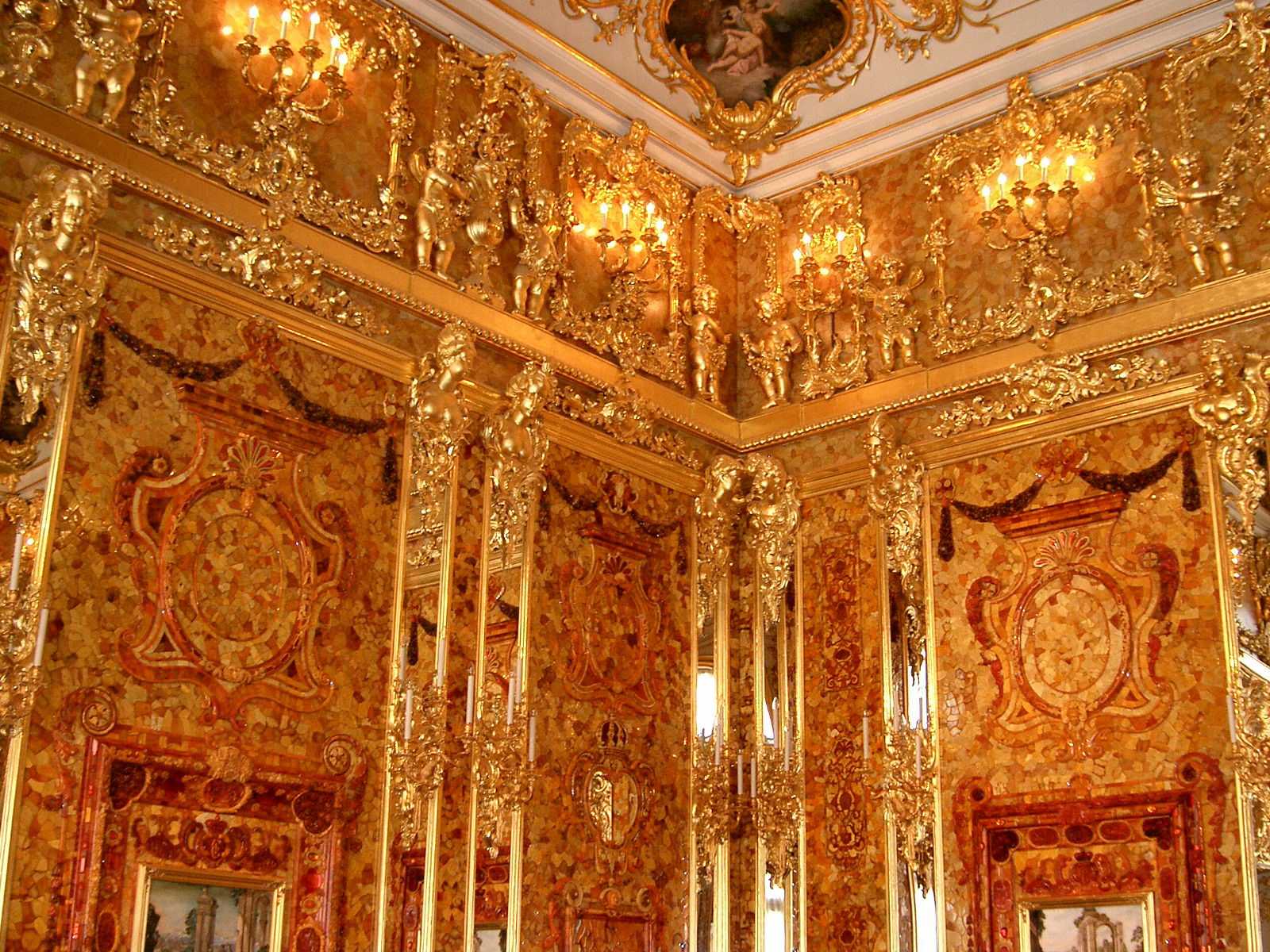
Reconstrucció de la sala

La Cambra d'Ambre original (en rus: Янтарная комната, és a dir, Yantarnaya komnata) va ser una luxosa habitació del tsar de Rússia del Palau de Caterina de Tsárskoye Seló prop de Sant Petersburg. La sala estava decorada per un conjunt de panells de diferents mides, sòcols i mobles formats per milers d'estelles d'ambre; el preu de l'ambre era 12 vegades superior al de l'or.
La Cambra va ser un regal de Frederic Guillem I de Prússia al tsar Pere I el Gran per estrènyer les relacions diplomàtiques entre ambdues nacions. Des de llavors va ser ampliada i considerada l'orgull de Rússia, fins i tot després de la Revolució Russa.
Durant la invasió de l'URSS a la Segona Guerra Mundial, els alemanys saquejaren i desmuntaren la sala i la van traslladar al castell de Königsberg, on es va perdre el seu rastre. El 2003 la cambra va ser reemplaçada per una còpia a partir de fotografies en blanc i negre de l'original, realitzada amb recursos d'empreses alemanyes, encapçalades per la companyia Ruhrgas AG. El president rus, Vladímir Putin, i el canceller alemany, Gerhard Schröder, la van inaugurar al final de les celebracions del tricentenari de la fundació de la ciutat de Sant Petersburg.